# Tupolev Tu-144
Tupolev Tu-144 (Tên hiệu NATO: Charger) là chiếc máy bay vận tải siêu thanh (SST) đầu tiên, được chế tạo dưới sự chỉ đạo của phòng thiết kế Tupolev Xô viết do Alexei Tupolev (1925–2001) lãnh đạo.
Các nhà quan sát phương tây đã đặt biệt danh cho chiếc máy bay này là Concordski vì nó nhìn giống với chiếc Concorde. Một nguyên mẫu đã cất cánh lần đầu ngày 31 tháng 12 năm 1968 gần Moskva, hai tháng trước Concorde.
Tu-144 lần đầu vượt bức tường âm thanh ngày 5 tháng 6 năm 1969, và vào ngày 15 tháng 7 năm 1969 nó trở thành chiếc máy bay vận tải đầu tiên vượt tốc độ Mach 2, và là chiếc máy bay chở khách bay nhanh nhất từng có.
Tuy về mặt hình thức, Tu-144 trông rất giống Concorde nhưng thật ra nó có rất nhiều điểm khác biệt, đa phần là do những giải pháp kém tinh tế hơn so với những giải pháp mà nhóm các kỹ sư chế tạo Concorde đã tìm ra. Khi chiếc Tu-144 đi vào chở khách năm 1977 hóa ra nó lại chật chội, lộn xộn và ồn ào không thể chịu nổi, khác hẳn Concorde. Nó chỉ có thể duy trì được tốc độ siêu thanh khi sử dụng động cơ đốt sau, như máy bay phản lực.

## Thiết kế và phát triển

Buồng lái một chiếc Tu-144 bên trái

Buồng lái Tu-144 bên phải

Người Liên Xô đã quảng cáo ý tưởng về Tu-144 trong một bài báo vào tháng 1 năm 1962 trên tờ Technology of the Air Transport (Kỹ thuật Vận tải Hàng không). Bộ không vận đã bắt đầu phát triển Tu-144 ngày 26 tháng 7 năm 1963, sau khi được Hội đồng Bộ trưởng phê chuẩn mười ngày trước đó. Bản vẽ với dự tính chế tạo năm nguyên mẫu có thể bay trong bốn năm. Chiếc máy bay đầu tiên sẵn sàng năm 1966.
Được cho rằng được thiết kế để đạt yêu cầu của Aeroflot về một máy bay dân dụng tầm xa loại lớn, chiếc Tu-144 có số phận rủi ro đầu tiên được chế tạo để làm minh chứng cho sự tự hào dân tộc của đất nước Xô viết cũng như để cạnh tranh với Concorde và một phương tiện siêu thanh có thể có của người Mỹ. Mặc dù có bề ngoài giống với Concorde, Tu-144 dù sao vẫn được thiết kế lớn hơn có thể chứa 140 hành khách và bay với tốc độ lên tới Mach 2.35. Thiết kế của nó lấy cảm hứng từ những nghiên cứu trước đó của mẫu máy bay ném bom Tu-125 và Tu-135. Mặc dù những chiếc đó không bao giờ được sản xuất, chúng đã mang lại cho các kỹ sư của Tupolev kinh nghiệm trong việc đánh giá một cách chính xác các tác động khí động học ở tốc độ Mach 2 của các loại hình dạng, giải quyết vấn đề nhiệt, thiết kế lối vào động cơ, và biết đến các vấn đề khác liên quan tới việc bay ở vận tốc lớn, như những tiếng nổ siêu thanh. Bản thiết kế cuối cùng có các đặc điểm có cánh hình cung nhọn được viền nhiều (highly-contoured), giống cánh của Concorde và sử dụng bộ phận cử động được để kiểm soát độ lên xuống (pitch) chứ không dùng cánh ngang ở đuôi kiểu truyền thống. Cũng giống như Concorde, các động cơ được đặt thành cặp gần bộ phận lái ở đuôi dưới mỗi cánh, và thân trước sử dụng một cơ cấu mũi chúc xuống để cải thiện tầm nhìn của phi công khi cất và hạ cánh.
Có hai lĩnh vực chính mà Tu-144 bị tụt hậu phía sau Concorde là bộ phận phanh và bộ phận điều khiển động cơ. Concorde là một trong những chiếc phi cơ đầu tiên có sử dụng phanh làm từ sợi cabon có khả năng chịu được nhiệt lượng cao xả ra trong quá trình hãm cho máy bay di chuyển chậm lại khi tiếp đất thì Nga chưa có khả năng bắt chước kiểu thiết kế này. Concorde cũng là chiếc máy bay chở khách đầu tiên có phần kiểm soát hành trình bay hoàn toàn do máy tính điều khiển, hệ thống kiểm soát bay có thể điều chỉnh được hình dạng cánh máy bay nhằm giảm bớt lực cản khi máy bay di chuyển ở tốc độ siêu thanh. Cánh máy bay được điều khiển bằng máy tính cũng có mặt trên Concorde.
Dự án phát triển chiếc Tu-144 bị cáo buộc có liên quan đến vụ gián điệp công nghiệp do Liên Xô thực hiện chống lại nhà sản xuất máy bay Concorde là Aérospatiale của Pháp năm 1965, 10 năm trước khi chiếc Tu-144 cất cánh.
Một đại diện của hãng Aeroflot tại Paris là Sergei Pavlov đã bị giữ khi ông ta bị phát hiện sở hữu các bản vẽ về hệ thống thắng, bánh đáp cũng như khung máy bay của chiếc Concorde. Sau đó ông ta đã chuyển các bản vẽ này về Nga từ năm 1965.
Mặc dù được quảng cáo lần đầu tiên với công chúng vào năm 1965, nhưng đa phần thế giới vẫn không được nhìn kỹ chiếc máy bay mới cho tới tận khi một chiếc Tu-144 xuất hiện ở cuộc Triển lãm hàng không Paris năm 1973. Không may thay, chiếc máy bay này lao xuống đất trước mắt báo chí thế giới và là một tai hoạ lớn cho chương trình của Xô viết. Sau nhiều sửa đổi, gồm cả việc lắp thêm cánh mũi có thể thụt vào để cải thiện tính năng bay tốc độ thấp, thiết kế đường dẫn vào mới, tăng sải cánh, một thân máy bay được kéo dài hơn và bỏ ghế phóng của phi công vốn có ở mẫu đầu tiên, chiếc máy bay đã có vẻ đáng tin cậy. Một thuyết âm mưu kỳ quặc được đưa ra là chiếc Tupolev đã gặp nạn khi tránh va chạm với máy bay Mirage của Pháp khi đó đang tìm cách chụp ảnh nó. Tuy nhiên Giáo sư Ilya Grinberg, cựu chuyên gia hàng không, Giáo sư kỹ thuật của Liên Xô tại Đại học Buffalo State (Mỹ) đã bác bỏ điều này: "Mirage không liên quan gì đến vụ tai nạn đó. Nguyên nhân thực sự, là màn cơ động mạnh mẽ của Tu-144 đã vượt quá giới hạn căng thẳng cho phép" đồng thời "Các phi công đã cố gắng gây ấn tượng với công chúng và truyền thông thế giới, để chứng tỏ rằng máy bay Liên Xô 'gợi cảm' hơn so với màn trình diễn 'bảo thủ' của Concorde".
Các cảnh quay vụ tai nạn cho thấy chiếc Tupolev lao đi với mũi chúi xuống, được cho là nhằm kích hoạt lại các động cơ sau khi chúng đã bốc cháy. Dưới áp lực quá lớn, đôi cánh máy bay đã vỡ rời ra.
Vụ tai nạn năm 1973 làm nổi lên một số vấn đề đang diễn ra với thiết kế máy bay, hãng hàng không của Liên Xô Aeroflot bắt đầu lo lắng về việc đưa nó vào hoạt động. Tupolev đã phải khắc phục vô số vấn đề trước khi máy bay có thể được ký kết để phục vụ. Thậm chí sau đó, các chuyến bay đầu tiên của hãng vào năm 1975 vẫn là những chuyến thử nghiệm chủ yếu mang theo thư thay vì những hành khách từ Moscow đến Kazakhstan. Phải tới năm 1977 chiếc Tu-144 mới bắt đầu chở hành khách.
Liên Xô không thể tìm ra một giải pháp tao nhã để giảm thiểu tiếng ồn bên trong cabin hành khách. Các động cơ và các máy điều hòa không khí hút không khí từ các cửa hút động cơ, đều tạo ra tiếng ồn rất lớn. Điều hòa không khí rất quan trọng - cabin sẽ có nguy cơ nóng lên do nhiệt độ tạo ra bởi sự ma sát không khí trên mặt phẳng của vỏ ngoài. Năm 1977 Tupolev đã cố gắng mua một số máy tính mà Concorde sử dụng nhưng người Anh từ chối.
Trong vòng đời ngắn ngủi chỉ với 55 chuyến bay, những chiếc Tu-144 đã trải qua hàng trăm sự cố, đa số là ngay trên chuyến bay, từ việc giảm áp, hỏng động cơ dẫn đến báo động ầm ĩ mà không thể tắt. Nhiều câu chuyện đã lan truyền về những rắc rối kỳ quặc với chiếc máy bay, trong đó có việc hành khách phải giao tiếp với nhau bằng chữ viết vì những tiếng ồn điếc tai. Đáng chú ý hơn, là câu chuyện mỗi chuyến bay từ Moskva chỉ có thể khởi hành sau khi chiếc máy bay được trực tiếp kiểm tra bởi đích thân nhà thiết kế Alexei Tupolev ...
Aeroflot thậm chí không hề đề cập gì đến chiếc máy bay này trong kế hoạch 5 năm của mình từ năm 1976 đến năm 1982. Nó đã bay chỉ có 102 chuyến bay thương mại, và chỉ có 55 trong số đó đã mang hành khách. So sánh với Concorde, đã bay hơn 25 năm, kéo lên hàng ngàn chuyến bay và trở thành một trong những thiết kế mang tính biểu tượng nhất của thế kỷ 20.
Kiểu mẫu duy nhất tiếp tục bay là kiểu Tu-144D được cải tiến, được sử dụng như một testbed nghiên cứu siêu thanh. Một trong những chiếc đó được cải tiến tiếp thành loại Tu-144.LL có tiêu chuẩn và được vận hành hỗn hợp bởi Nga và Mỹ như một phần của chương trình Vận tải hàng không dân dụng tốc độ cao (HSTC) của NASA.
Trong những năm 1990, Nasa đã bắt đầu một dự án trị giá hàng tỷ đô la để xây dựng thế hệ tiếp theo của vận tải siêu âm (HSR). Bởi vì Mỹ chưa bao giờ chế tạo một chiếc máy bay siêu âm - kế hoạch của riêng họ trong thế kỷ 20 đã bị hủy bỏ - Nasa cần sự giúp đỡ từ những nơi khác để thực hiện các chuyến bay thử nghiệm nhưng cả British Airways lẫn Air France đều không có máy bay Concorde có thể sử dụng cho các thí nghiệm nên thỏa thuận đã được thực hiện vào năm 1993 để thuê Tu-144.
Chiếc máy bay này đã hoàn thành 27 chuyến bay nghiên cứu để tiến hành các cuộc thử nghiệm về các kỹ thuật động cơ siêu thanh, các hệ thống nhiên liệu, quản lý bay tân tiến, kỹ thuật giảm tiếng ồn, và các khái niệm khác nhằm làm cho các chuyến bay siêu thanh trở nên kinh tế và thân thiện hơn với môi trường. Chiếc Tu-144LL duy nhất sau đó được bán cho một nhà sở hữu tư nhân qua mạng eBay với giá 11 triệu đô la Mỹ năm 2001.

## Các phiên bản
1. Tu-144 Kiểu ban đầu
2. Tu-144S Kiểu sản xuất hàng loạt đầu tiên; khoảng 14 chiếc
3. Tu-144D Kiểu cải tiến, có thể có động cơ hiệu suất nhiên liệu cao hơn, ban đầu được sử dụng để nghiên cứu tốc độ cao.
4. Tu-144LL Kiểu đã được sửa chữa của Tu-144D với động cơ mạnh hơn, thiết bị điện tử tiên tiến và nhiều thiết bị thử nghiệm và được vận hành hỗn hợp bởi Nga và NASA để nghiên cứu tốc độ cao.

## Các hãng khai thác
- Aeroflot
- NASA

## Tai nạn
- Năm 1973 tại Paris Tu-144 bị vỡ giữa không trung và rơi xuống ngôi làng Goussainville, giết chết 6 người trên máy bay và 8 người ở mặt đất.
- Ngày 23/5/1978, một chiếc máy bay đã bốc cháy gần Moskva và phải hạ cánh khẩn cấp, khiến hai kỹ sư chuyến bay thiệt mạng.

## Đặc điểm kỹ thuật (Tu-144LL với động cơ Kuznetsov NK-321)
Có đặc điểm kỹ thuật cho loại Tu-144LL với các động cơ tuốc bin cánh quạt đẩy phiên bản quân sự. Những động cơ này không được xuất khẩu.

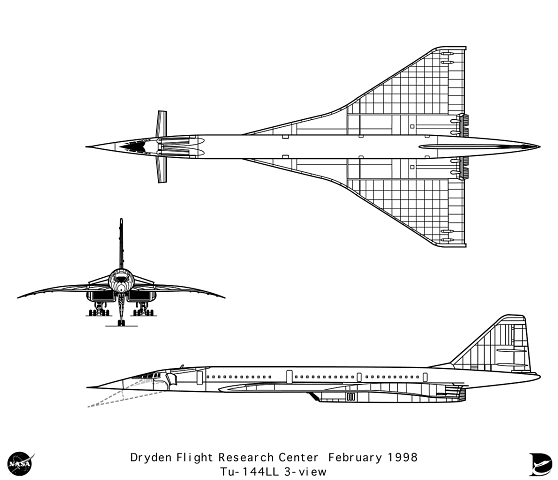
Hình chiếu Tu-144LL.

### Đặc điểm chung
- Phi đội: 3
- Sức chở: 120-140 hành khách
- Chiều dài: 65.50 m (215.54 ft)
- Sải cánh: 28.80 m (94.48 ft)
- Chiều cao: 10.50 m (34.42 ft)
- Diện tích cánh: 438.0 m² (4.715 ft²)
- Trọng lượng rỗng: 85.000 kg (187.400 lb)
- Trọng lượng chất tải:
- Trọng lượng cất cánh tối đa: 180.000 kg (397.000 lb)
- Dung tích nhiên liệu: 70.000 kg (154.000 lb)
- Động cơ: 4 động cơ tuốc bin phản lực cánh quạt đẩy Kuznetsov NK-144 có buồng đốt lần hai, 200 kN (44.122 lbf) mỗi chiếc

### Đặc điểm bay
- Tốc độ tối đa: Mach 2.35 (2.500 km/h, 1.550 mph)
- Tốc độ bay tiết kiệm nhiên liệu: Mach 2.16 (2.300 km/h, 1.430 mph)
- Trần bay: 18.000 m (59.100 ft)
- Tầm hoạt động: 6.500 km (3.500 nm, 4.000 mi)
- Tốc độ lên: 9.840 ft/min (3000 m/min)
- Chất tải cánh: 410.96 kg/m² (84.20 lb/ft²)
- Lực đẩy/Trọng lượng: 0.44

## Chủ đề liên quan
- Dãy
  - Tu-141 - Tu-142 - Tu-143 - Tu-144 - Tu-148 - Tu-154 - Tu-155
- Liên quan
  - Concorde
  - Tupolev Tu-244
  - Tupolev Tu-444
- Máy bay tương tự
  - Boeing 2707
  - Concorde
  - Lockheed L-2000
- Danh sách
  - Danh sách máy bay chở khách
- Xem thêm
  - Vận tải siêu thanh
  - Hypersonic transport